# WASP-17 b
WASP-17 b — экзопланета, обращающаяся вокруг звезды WASP-17. Это первая обнаруженная экзопланета, которая движется по ретроградной орбите, то есть обращается вокруг звезды в направлении противоположном вращению самой звезды.

## Физические характеристики
Диаметр WASP-17 b больше диаметра любой известной экзопланеты, а её масса равна половине массы Юпитера, из чего можно предположить, что новооткрытая планета имеет самую низкую среднюю плотность из всех известных экзопланет. Диаметр планеты вдвое выше юпитерианского. Средняя плотность составляет 0,1 г/см³ (порядка 10 % плотности воды), что в 13 раз меньше плотности Юпитера и более чем в 6 раз меньше плотности Сатурна, наименее плотной планеты Солнечной системы.
В 2013 году астрономам при помощи космического телескопа «Хаббл» удалось найти в атмосфере планеты признаки водяного пара.

## История открытия
Об открытии WASP-17 b было объявлено 11 августа 2009 года. Команда исследователей во главе с Дэвидом Андерсоном от Килского университета обнаружила транзитным методом с помощью телескопов Южноафриканской астрономической обсерватории газовый гигант вращающийся вокруг звезды WASP-17. Своё название WASP-17 b получила, так как оказалась 17-й по счёту открытой экзопланетой в рамках британской программы SuperWASP.